# Synagoge (Insming)

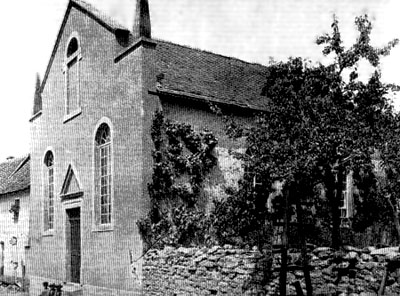
Synagoge in Insming

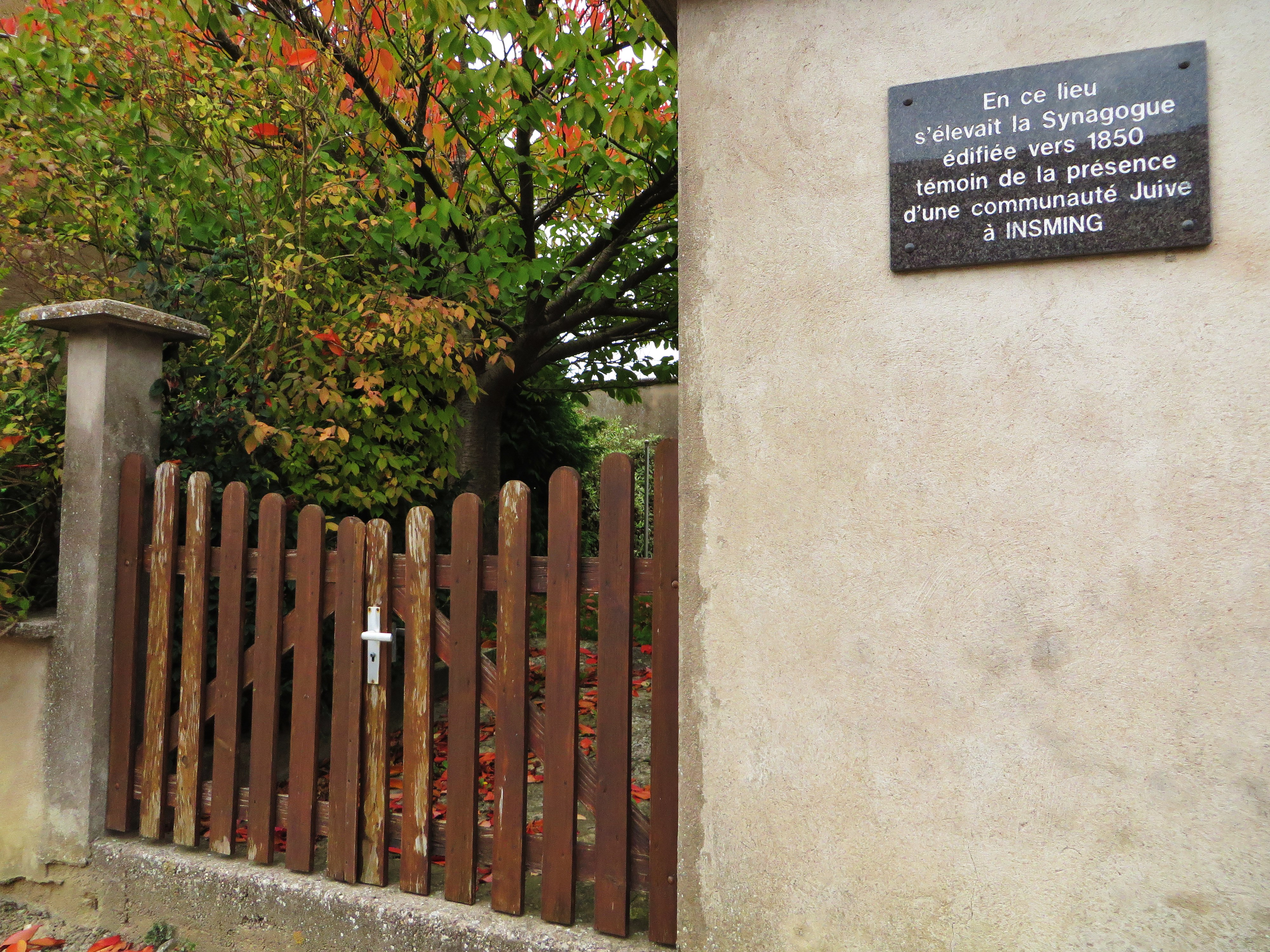
Gedenktafel zur Erinnerung an die Synagoge in Insming

Die Synagoge in Insming, einer Gemeinde im Département Moselle in der französischen Region Grand Est, wurde 1838 erstmals genannt. Die Synagoge befand sich in der Rue de la Synagogue.
Nach dem Zweiten Weltkrieg wurde die Synagoge wieder eröffnet und bis 1977 genutzt. Im Jahr 1989 wurde die Synagoge abgerissen, da eine Renovierung zu aufwendig gewesen wäre.